# Friedrich Becker (Künstler)

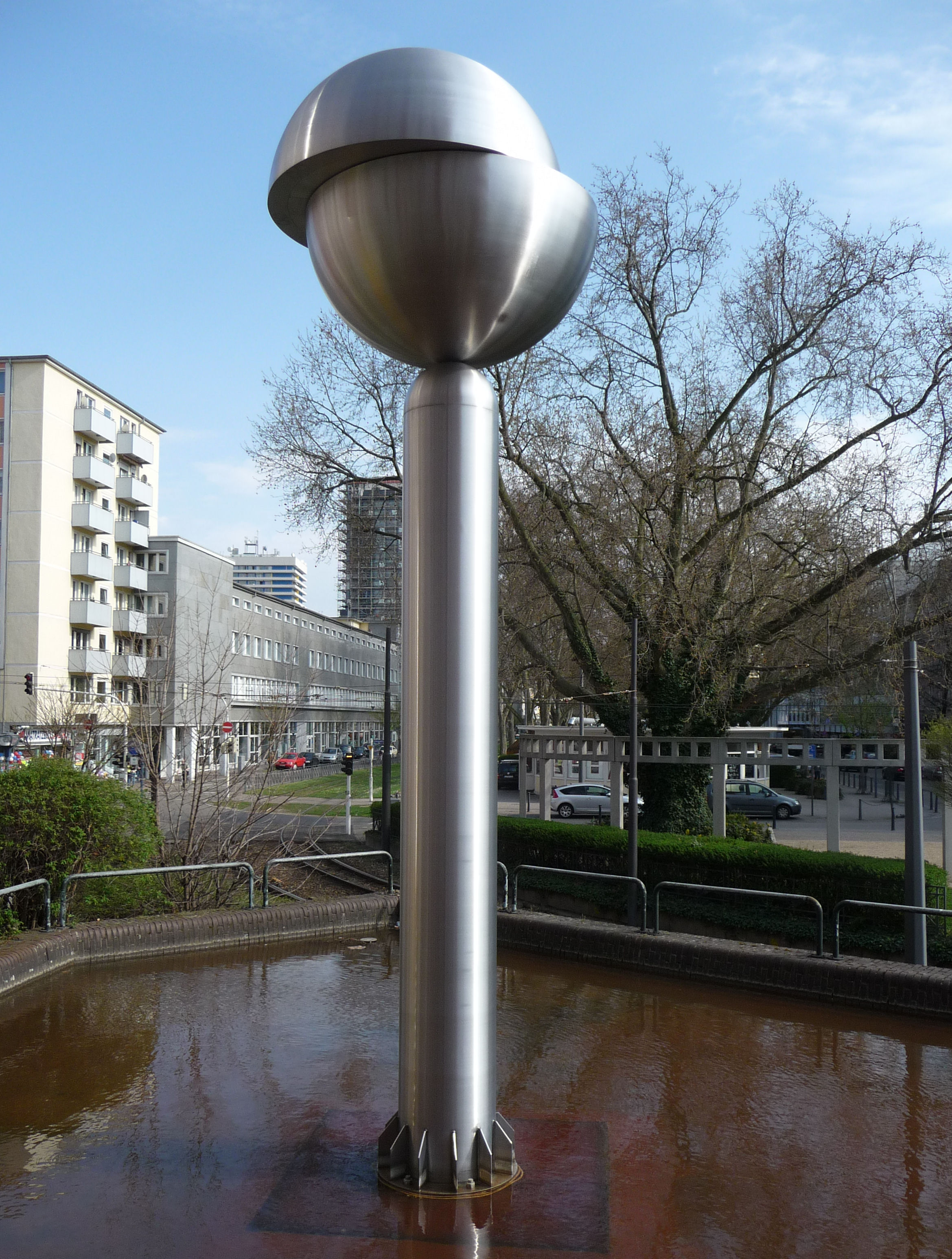
Geteilte Kugel (1992). Ludwigshafen am Rhein

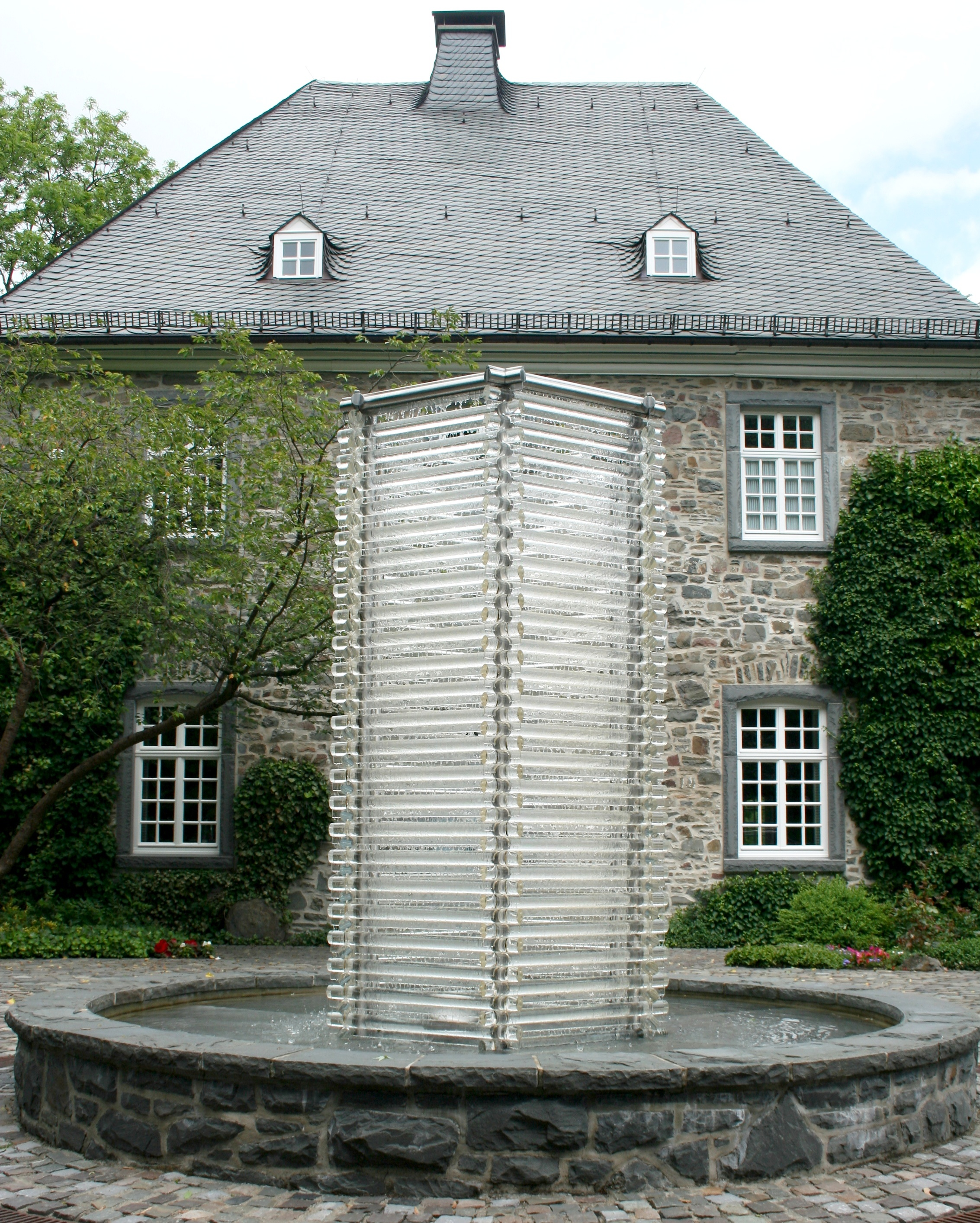
Gläserner Brunnen (1983). Grevenstein

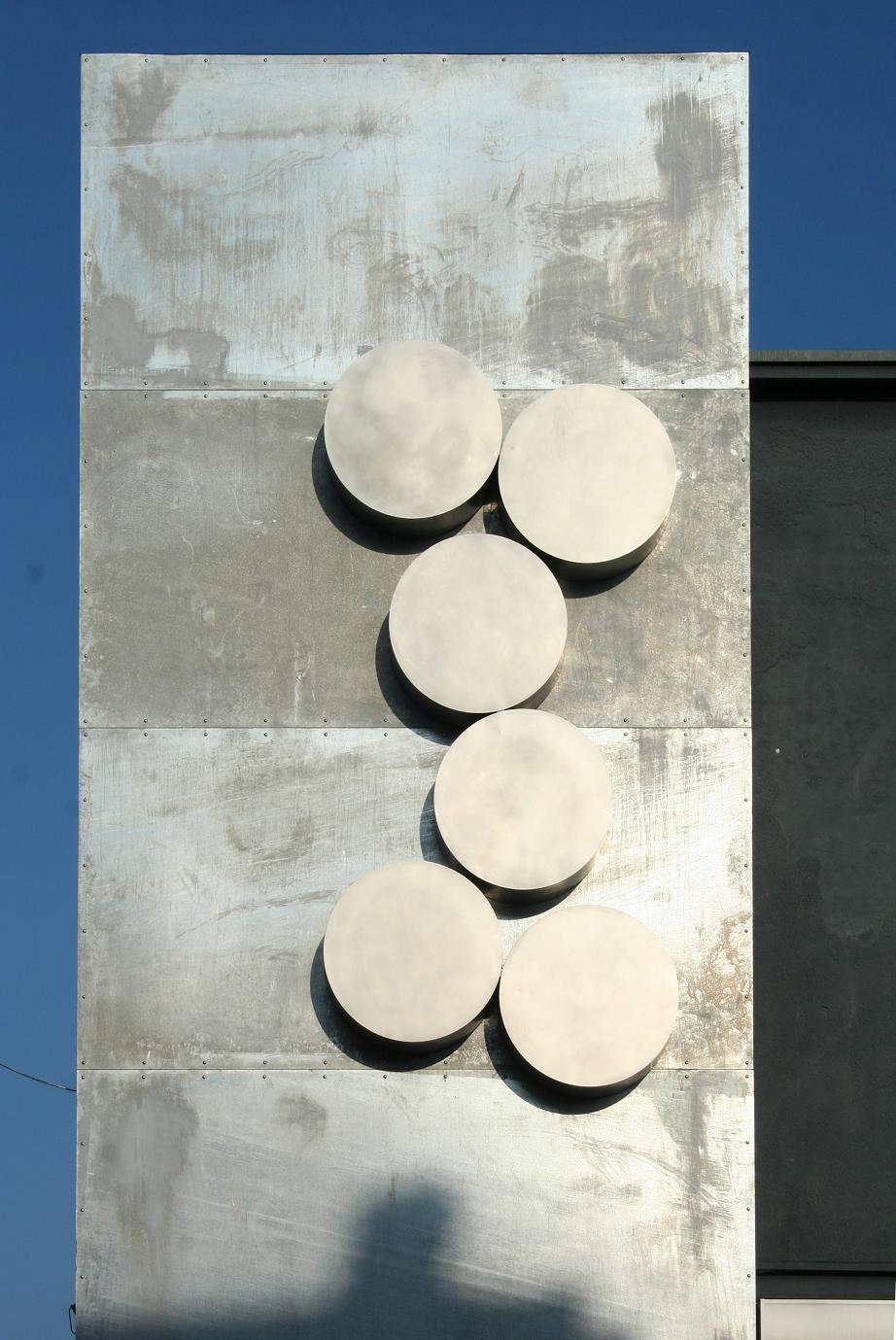
Scheibenkinetik (1988). Düsseldorf

Friedrich Becker (* 25. Mai 1922 in Ende bei Herdecke; † 15. Mai 1997 in Düsseldorf) war Goldschmied und Schöpfer „kinetischen Schmucks“, Bildhauer kinetischer Kunst sowie Hochschullehrer der Fachhochschule Düsseldorf.

## Leben und Arbeit
Friedrich Becker wuchs in Grevenstein im Sauerland auf. 1936 begann er eine Maschinenschlosserlehre in Düsseldorf. Vier Jahre später zog er nach Thorn, um dort Luftfahrttechnik zu studieren. Ab 1942 versah er, bis zu seiner amerikanischen Gefangenschaft im Jahre 1945, Militärdienst bei der Luftwaffe. 1947 begann Becker in Iserlohn eine Lehre als Goldschmied. Ein Jahr danach verließ er wegen sehr guter Leistungen die Schule und begann in Düsseldorf ein Studium an der Meisterschule für Werkkunst. 1951 bestand er nach vorzeitiger Zulassung die Prüfung mit „Auszeichnung“. Als Assistent von Karl Schollmayer begann er im folgenden Jahr seine Lehrtätigkeit an der Werkkunstschule Düsseldorf. Im selben Jahr bestand er seine Meisterprüfung in Arnsberg, gründete eine eigene Werkstatt in Düsseldorf und heiratete Hildegard Kückelmann (1928–2018). In der Region schlagartig bekannt wurde er 1958 durch die von ihm gestaltete Amtskette des Oberbürgermeisters von Düsseldorf. 1964 übernahm Becker die Leitung der Gruppe „Metallgestaltung“ an der Werkkunstschule. Nach Entwürfen im Jahr 1967 redete man erstmals von dem Begriff „kinetischer Schmuck“. Im selben Jahr lehnte der Künstler das Angebot der Staatlichen Zeichenakademie Hanau, Direktor zu werden, ab. 1970 wurde Becker Pädagogischer Fachleiter der Werkkunstschule Düsseldorf und drei Jahre später im Jahr 1973 Professor an der Fachhochschule Düsseldorf. 1981 wurde Becker emeritiert. Am 15. Mai 1997 starb Friedrich Becker in Düsseldorf, kurz vor Verleihung des Ehrendoktor-Titel in London durch das Royal College of Art. 2016 wurde posthum ein Ehrenraum für Friedrich Becker im Düsseldorfer Rathaus eröffnet, in dem Abbildungen seiner Werke mit Stadtbezug zu besichtigen sind.
Die wesentliche künstlerische Leistung von Friedrich Becker war die ständige Weiterentwicklung seines Œuvres in Richtung Variation und Bewegung. Bereits in den 1950er Jahren experimentierte er mit variablem Schmuck, insbesondere seinem „Zweiwegering“, der in zwei Richtungen getragen werden konnte und damit unterschiedliche Ansichten bot. Über variablen Schmuck beispielsweise mit austauschbaren Steinen kam er schließlich zu kinetischem Schmuck, der die Variabilität durch ständige Bewegung bot. Dabei kam ihm seine technische Ausbildung und die Freude am Experimentieren zugute. Sein von Zeitgenossen als freundlich und neugierig beschriebenes Wesen sowie die revolutionär moderne Formensprache brachten ihm größte Wertschätzung sowie Freundschaften im zeitgenössischen Künstlerkreis bis in die Gruppe ZERO ein.
Den wesentlichen Bezug zu seiner Wahlheimat und wesentlichen Wirkungsstätte stellte Friedrich Becker mit dem Entwurf des heute bekannten und vielfach verwendeten Düsseldorfer Radschlägers her. Erstmals ähnlich als Kettenglieder der Amtskette des Oberbürgermeisters (1958) verwendet, schuf er 1960 den Türklopfer an der St. Lambertus-Kirche sowie ca. 1995 einen Radschlägerwürfel, der heute in Düsseldorf zu finden ist.
Im Jahr 2022 wurde auf dem Campus der Hochschule Düsseldorf, die aus der Werkkunstschule hervorgegangen ist und an der Becker gelehrt hat, eine Skulptur des von ihm entworfenen Radschlägers aufgestellt.

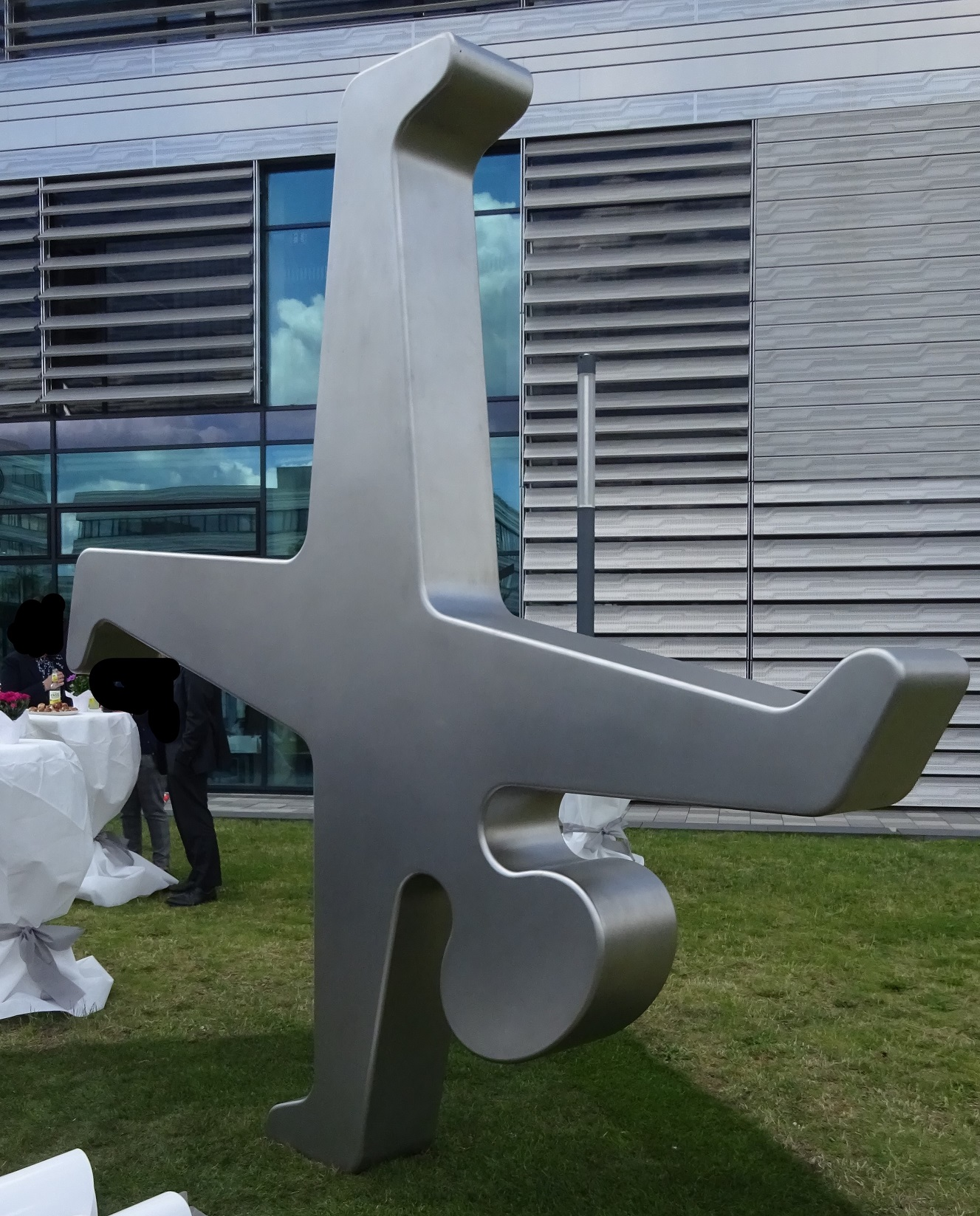
Radschläger-Skulptur nach Entwurf von Friedrich Becker, Campus der Hochschule Düsseldorf

## Werke

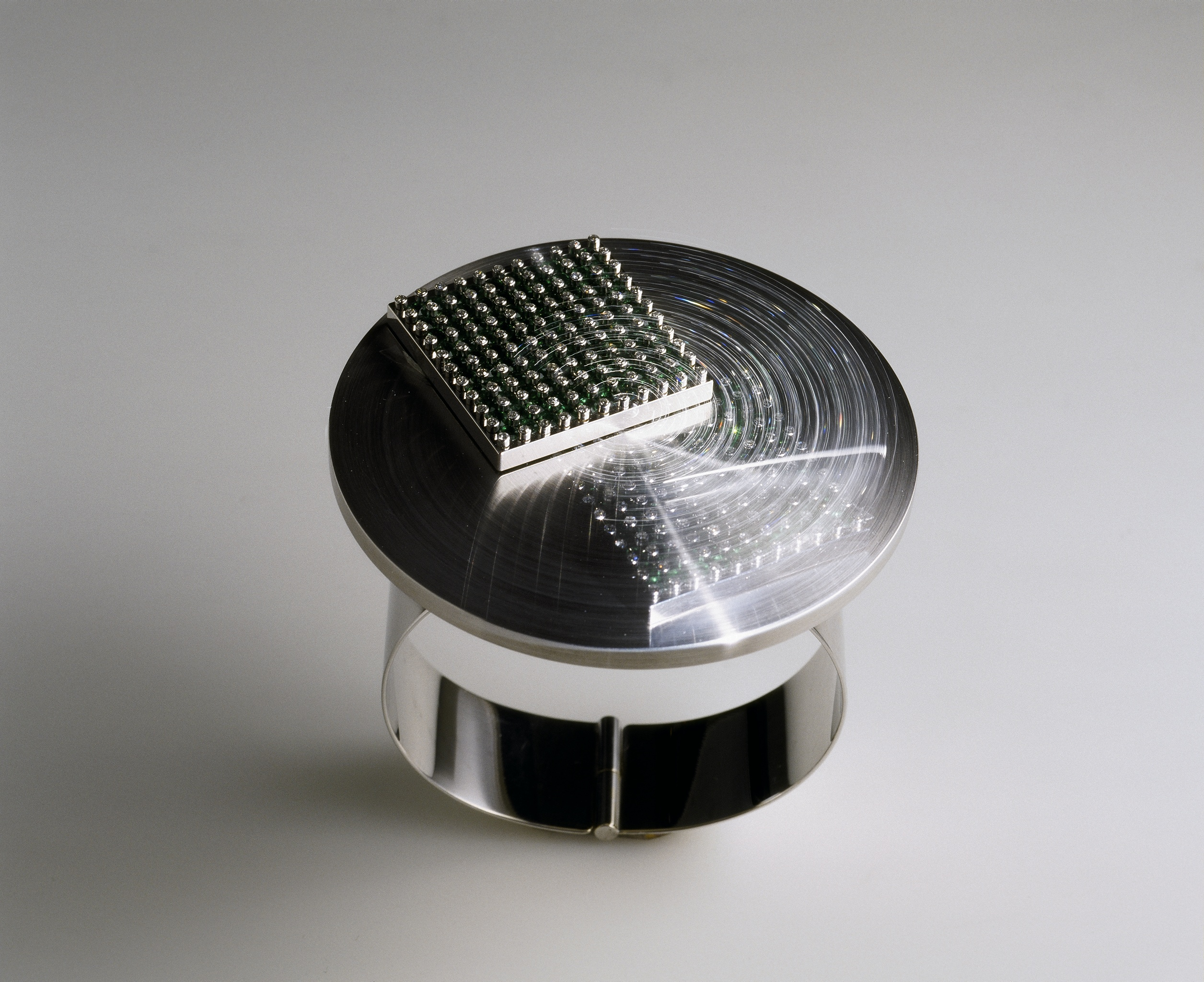
Kinetischer Armreif

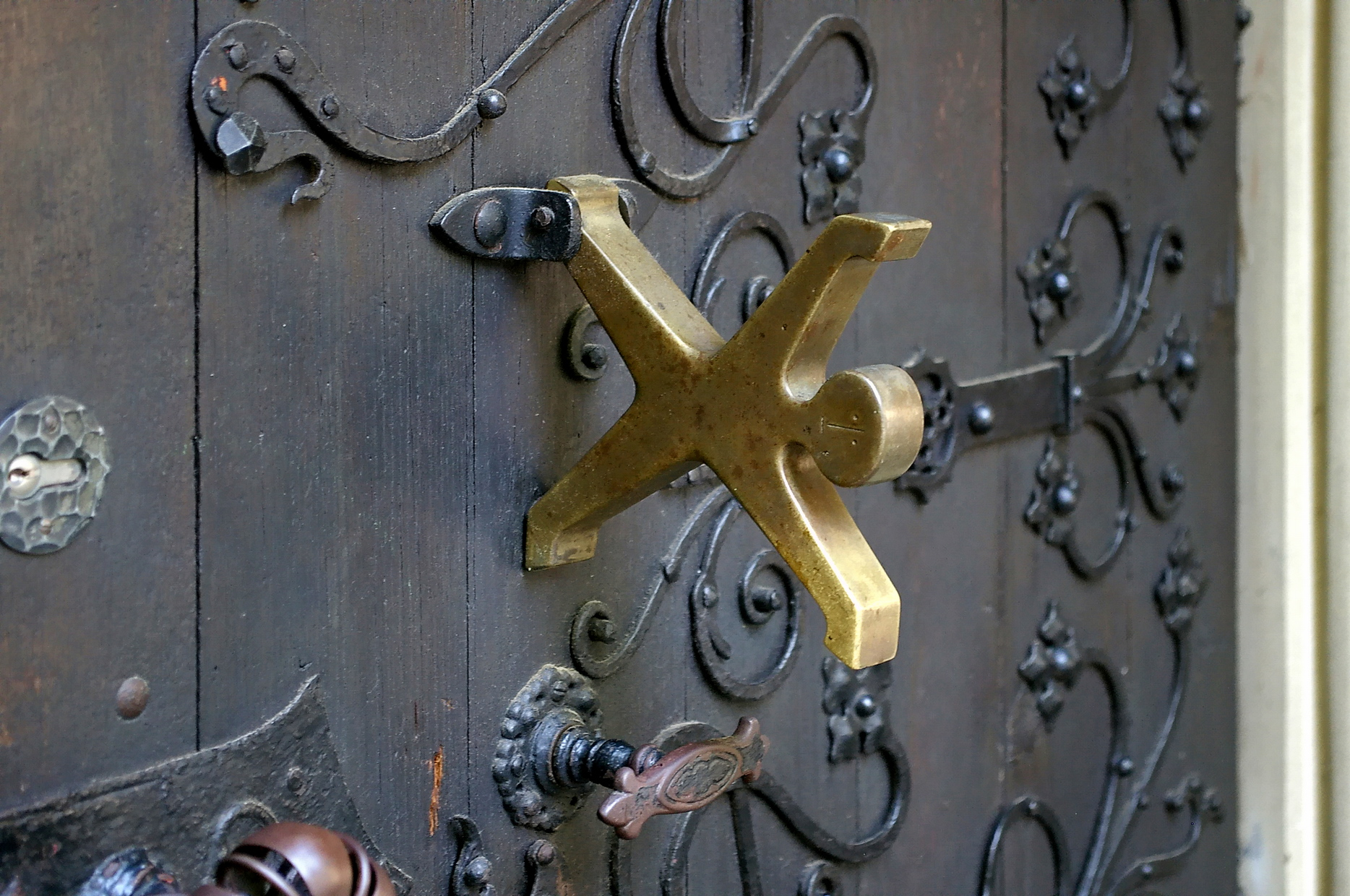
Radschläger-Türklopfer an St. Lambertus

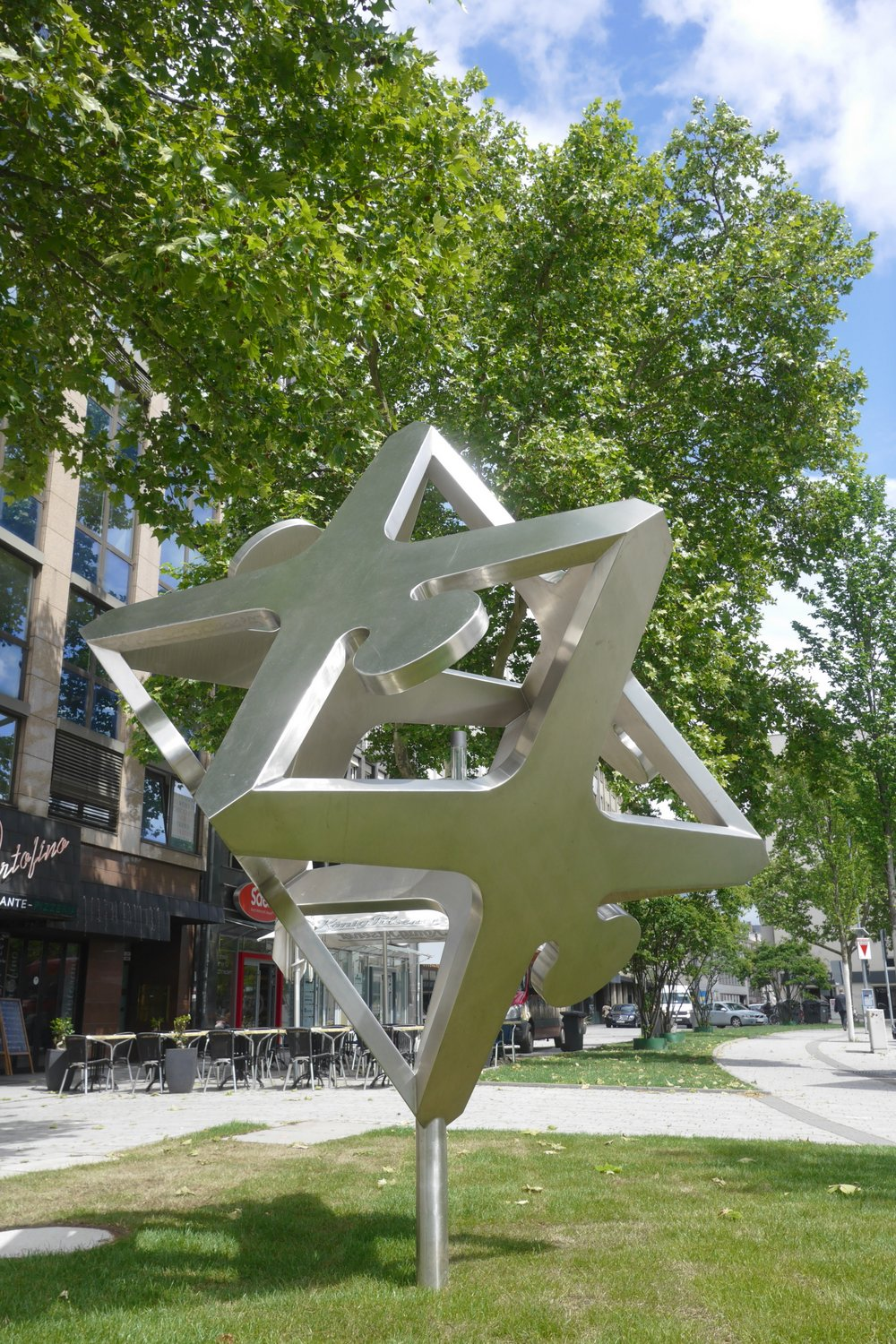
Radschlägerwürfel (1995)

- 1958: Amtskette des Oberbürgermeisters von Düsseldorf, Georg Glock
- 1959: Ehrenringe der Stadt Düsseldorf
- 1959: Lebensgroßer Corpus aus Silber für das Düsseldorfer Dominikanerkloster (Kirche St. Andreas)
- 1960: Radschläger als Türknauf von St. Lambertus, Düsseldorf
- 1961: Schaffung des Ehrenrings für verdiente Bürger der Stadt Schmallenberg
- 1962: Ehrenring für den Wirtschaftsminister Dr. Lauscher
- 1963: Neue Ratsglocke für den Oberbürgermeister von Düsseldorf. Größenlehre für Diamanten („Diamondseller“)
- 1964: Amtskette für den Bürgermeister von Schmallenberg, Paul Falke
- 1965: Ehrenring der Stadt Düsseldorf für Königin Elisabeth II., verliehen am 25. Mai 1965 in Düsseldorf
- 1965: Brunnen aus Remanit für die Messehallen der Stadt Hannover
- 1967: Beginn der Schaffensperiode „kinetischer Schmuck“
- 1968: Schmuckmuseum Pforzheim kauft erste kinetische Objekte. Amtskette für den ersten Rektor der Universität Dortmund, Prof. Schmeißer
- 1969: Beckers Film über kinetische Gegenstände wird im deutschen Fernsehen gezeigt.
- 1973: Goldene Fingerkuppe für Putto des Triton-Brunnens in Düsseldorf
- 1973: Einweihung des „Weinbrand-Brunnens“ in Hamburg.
- 1974: Entwurf der „Paul-Langerhans-Medaille“
- 1974: Drei kinetische Objekte werden in Puerto Rico aufgestellt.
- 1976: Aufstellung des kinetischen Sonnenrades vor der Freizeitstätte Düsseldorf Garath
- 1978: Herstellung einer Wellenkinetik für den Schacht der Wendeltreppe der Albrecht-Dürer-Schule in Düsseldorf
- 1983: Der „Gläserne Brunnen“ wird in Grevenstein vor dem Burgmannshof, Burgstraße, aufgestellt.
- 1985: Neue Monstranz für die Kirche St. Andreas, Düsseldorf
- 1988: Die Plastik „Scheibenkinetik“, Schenkung der Iduna-Nova anlässlich des 700-jährigen Stadtjubiläums, wird an der Fassade des (ehemaligen) Signal-Iduna-Hauses, Düsseldorf, angebracht. 2013 wird sie auf Initiative des Vereins „Professor Friedrich Becker e.V.“ am Tanzhaus NRW angebracht.
- 1987: „Kinetisches Wandrelief“ einer Sauerländer Brauerei wird in Foyer der IHK Arnsberg montiert.
- 1992: Entwurf einer Amtskette für den Rektor der Universität Düsseldorf, Gert Kaiser
- 1993: Plastik „Dynamik“ für das neue Verwaltungsgebäude einer Brauerei in Grevenstein
- 1995: Radschlägerwürfel (Skulptur), Düsseldorf
- 2022: Eröffnung einer Radschläger-Skulptur nach einem Entwurf, der für die Kaimauer am Rhein vorgesehen war, auf dem Campus der Hochschule Düsseldorf

## Preise / Ehrungen

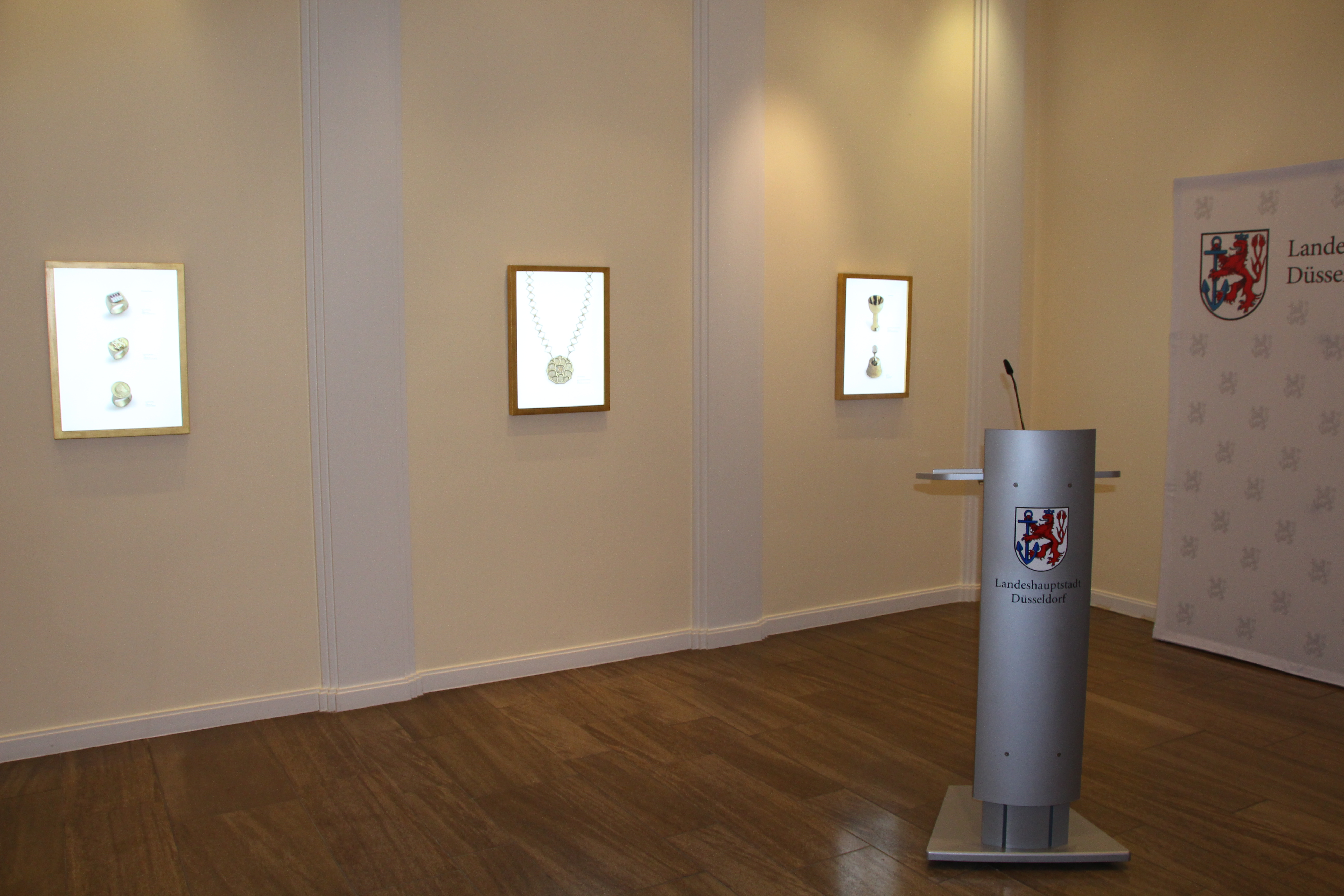
Ehrenraum für Friedrich Becker im Rathaus Düsseldorf

- 1958: Preis im Internationalen Wettbewerb des Zentralverbandes für das Juwelier-, Gold- und Silberschmiedehandwerk
- 1959: Bayerischer Staatspreis – Goldmedaille
- 1960: 1. Preis im internationalen Wettbewerb „Der silberne Leuchter“
- 1965: Staatspreis für das Kunsthandwerk von Nordrhein-Westfalen im Werkbereich Schmuck aus Metall
- 1969: Zweiter Preis im dritten Internationalen Wettbewerb „Der goldene Armschmuck“, Pforzheim
- 1970: Erster Preis im Wettbewerb um das neue Preissymbol des „Prix Jeunesse International“, München
- 1971: Ehrenmitglied der „Worshipful Company of Goldsmiths“ in London. Sieger des Brunnen-Wettbewerbs in Bottrop.
- 1972: Ehrenring der „Gesellschaft für Goldschmiedekunst“
- 1973: Bundesverdienstkreuz der Bundesrepublik Deutschland (1. Klasse)
- 1982: Rosenthal Studio-Preis „Das bessere Andenken“
- 1987: Deutscher Schmuck- und Edelsteinpreis, Idar-Oberstein.
- 1990: Ernennung zum Ehrenmitglied des „Forum für Schmuck und Design“, Köln.
- 1997: Der Künstler stirbt vor der Verleihung des Ehrendoktor-Titels des Royal College of Art (London).

## Friedrich Becker Preis
Mit der Vergabe des mit 5.000 Euro dotierten Friedrich Becker Preises, einer privaten Stiftung von Hildegard Becker in Düsseldorf, erinnert die Gesellschaft für Goldschmiedekunst e.V. an den besonderen Menschen und großen Gestalter Friedrich Becker. Die bisherigen Preisträger waren:
- 1999: Rudolf Bott
- 2002: Anette Walz
- 2005: Peter Bauhuis
- 2008: Robert Baines
- 2011: Alexander Vohswinkel
- 2014: Sam Tho Duong; Ausstellung im Museum Kunstpalast, Düsseldorf[4]
- 2017: Michael Becker
- 2020: Junwon Jung[5]

Die Preisverleihung fand in unterschiedlichen Düsseldorfer Museen statt. Coronabedingt wurde der Friedrich Becker Preis 2020 über ein reines Online-Konzept publik gemacht.